# محمدو دابو
محمدو دابو (بالفرنسية: Mouhamadou Dabo)‏ (مواليد 28 نوفمبر 1986 في داكار - السنغال) لاعب كرة قدم فرنسي كان يلعب لصالح نادي الدرجة الأولى سانت إتيان الفرنسي منذ 2003 في مركز الظهير الأيمن. ويلعب حاليأ في نادي إشبيلية الأسباني منذ 2010.

## روابط خارجية
- محمدو دابو على موقع رابطة كرة القدم الفرنسية للمحترفين (الإنجليزية)
- محمدو دابو على موقع قاعدة بيانات كرة القدم.إي يو (الإنجليزية)
- محمدو دابو على موقع ليكيب (الفرنسية)
- محمدو دابو على موقع Soccerway.com (الإنجليزية)
- محمدو دابو على موقع عالم كرة القدم.نت (الإنجليزية)
- محمدو دابو على موقع كووورة
- محمدو دابو على موقع AS.com (الإسبانية)